# Глебов, Анатолий Глебович
Анатолий Глебович Глебов (настоящая фамилия Котельников; 1899, Полтава — 1964, Москва) — русский советский писатель, драматург и журналист. Член Союза писателей СССР.

## Биография
Родился 27 ноября (9 декабря) 1899 в Полтаве. Отец — Глеб Евгеньевич Котельников, конструктор ранцевого парашюта, а до этого — артист, работавший в Народном театре Санкт-Петербурга, мать — художница Юлия Василиевна.
Гимназический курс сдал экстерном. Некоторое время учился на японском отделении факультета восточных языков Санкт-Петербургского университета. В 1917 ушёл на общественную работу: был редактором газеты «Свободная школа», санитаром красногвардейского отряда, работником в Наркомпросе. В 1919 в Туле редактировал орган Губкома «Пролетарское строительство» и другие, в этом же году вступил в ВКП(б). С 1920 по 1924 годы работал в Наркоминделе (в 1921—1923 на дипломатической работе в Турции). В 1924 работал в клубах для самодеятельных кружков, где ставились его литературные монтажи и инсценировки. С 1924 по 1927 годы работал в «Крестьянской газете» как организатор селькоровского движения и т. д..
Участник Великой Отечественной войны.
В 1949 году принял участие в кампании против космополитов, о чём не сожалел и впоследствии. В 1955 году писал:
Удар по космополитическим настроениям был сделан правильно, ибо они действительно распространились тогда, и не только в литературе, искусстве, а гораздо шире. <…> Я … всегда видел смысл своей деятельности в борьбе за наши, русские реалистические традиции, за Глинку и Чайковского, „могучую кучку“ и „передвижников“ (не говорю уже о литературе и театре) — против Малевичей и Бурлюков, Прокофьевых и Шостаковичей, растлителей русской музыки.
Скончался в Москве 6 февраля 1964 года.

## Творчество
Первое выступление в литературе относится к 1917 году — публицистика и очерки («Свободная школа», Л.).
Первую пьесу написал в 1919 году («Наши дни», вторая редакция «В далёкие дни»).
Всего создал более 20 одноактных пьес для театральной самодеятельности, темами которых являются в основном проблемы классовой борьбы и социалистического строительства.
Первая изданная пьеса «Канун» («Преступление старосты Дембовского») поставленная осенью 1924 года на сцене театра им. МГСПС, отражает борьбу польского пролетариата с буржуазией. Пьеса «Загмук» (1925) представляет собой обработку ассиро-вавилонской легенды, по которой в известное время года отдельные классы общества условно менялись своим социальным положением. В одну из таких «перемен» рабы, захватив власть, подняли восстание против своих угнетателей. Пьеса была высоко оценена А. Луначарским, А. А. Крайном по ней была написана одноимённая опера. Пьеса «Власть» посвящена событиям Октябрьской революции, а «Рост» (1927) отображает трудности социалистического строительства и борьбу с «вредительством» на текстильной фабрике. «Инга» (1929) описывает становление нового советского быта и роль женщины в нём. В социальной мелодраме «RAF I (Золото и мозг)» (1929) («Спрут») используются приёмы научной фантастики. В ней описывается борьба империалистических держав за овладение секретом ядерной энергии, при этом, как и в других пьесах, автор уделяет особое внимание описанию международной пролетарской солидарности.
Написал также пьесу «Начистоту» (1940), драму «Правда» (опубл. 1959) и другие произведения.
Некоторые пьесы Глебова переведены на языки национальных меньшинств (еврейский, тюркский, грузинский) и ставились на национальных сценах. Он также перевёл около 30 пьес национальных драматургов («Намус» А. Ширванзаде, «Свадьба с приданым» Н. М. Дьяконова и др.).
С середины 1950-х писал прозу. Его перу принадлежат книги «Линия дружбы. Рассказы о Турции» (1960), написанная по впечатлениям работы в Турции, а также рассказы «Правдоха» (по рассказу в 1973 году поставлен фильм «Два дня тревоги»), «Запятая», «Гуров» и другие, составившие сборник «Рассказы о сильных» (1964).
Советским любителям фантастики Глебов известен своим научно-фантастическим рассказом «Большой день на планете Чунгр» (1962), в котором сатирическое повествование о муравьеподобных обитателях Марса перекликается с актуальной темой «разоблачения культа личности», и философской новеллой «Золотой дождь» (1963).

## Публикации
- Глебов А. Канун (Преступление старосты Домбовского), Театральное издательство, М., 1924.
- Глебов А. Окопы в комнатах, МОДПиК, М., 1925.
- Глебов А., Субботин Л. Горячкин в деревне, Пьеса для комсомольского театра, Московское театральное издательство, М., 1925.
- Глебов А. Загмук, Трагедия раннего восстания, МТИ, М., 1925.
- Глебов А. Рост, Теакинопечать, М., 1927.
- Глебов А. Расплата, Пьеса для деревни, «Крестьянская газета», М., 1927.
- Глебов А. Власть, Драматические фрагменты Октября, Гиз, 1929.
- Глебов А. RAF 1: (Золото и мозг): Социальная мелодрама в 5-и д., 8-и к. /Обл. худож. Щ[атова]. — М.: Теакинопечать, 1929. — 118 с. — 4000 экз.
- Glebov A. Der shnips : a οkomyngishe οkomedye in dray aοkοtn, nayn bilder miοt rezshi-bomerοkungen / Yidish οY Liubamirsοki. — Mosοkοve: Emes, 1932. — 111 с.
- Глебов А. Пьесы. — Художественная литература, 1934. — 373 с.
- Глебов А. Пьесы для самодеятельного театра . — М., 1935 .
- Глебов А. Реконструктор мира : социальная драма в стихах. — М.: Гослитиздат, 1936. — 188 с.
- Глебов А. Мы будем жить. — Искусство, 1950. — 14 с.
- Глебов А. Избранные пьесы, М., 1961.
- Глебов А. Большой день на планете Чунгр: [Рассказ] — Сб. Фантастика, 1962 год — М.: Мол. гвардия, 1962. — C. 377—404.
- Глебов А. Правдоха. Запятая : Рассказы. — М., Правда, 1962.— 64 с.
- Глебов А. Золотой дождь: Философская новелла: [Рассказ] — Сб. Фантастика, 1963 год — М.: Мол. гвардия, 1963. — C. 284—318.
- Глебов А. Рассказы о сильных, [2 изд.], М., Правда, 1967.
- Глебов А. Инга : Сборник пьес. — М.: Искусство, 1967. — 423 с.

### Либретто
- Крейн А. А. Загмук : Опера в 4-х действиях и 6 картинах: Для пения с ф.-п / Либретто Анатолия Глебова. — М.: Гос. муз. изд-во, 1931. — 293 с.